# Дьема
Дьема (фр. Diéma) — город и сельская коммуна на западе республики Мали. В административном отношении относится к округу Дьема, который входит в состав области Каес.
Помимо собственно города Дьема коммуна Дьема включает следующие деревни: Тинкаре, Кана, Гьему, Фангун Бамбара, Фангун-Кагоро, Фангун-Массасси, Дампа, Лаклал, Гарамбугу, Бугудере-Нианде, Бугудере-Махомет, Билибани, Мамбурке, Мадина-Маур и Нафаджи. Площадь коммуны — 1183 км². Население коммуны по данным на 2009 год составляет 30 592 человека.

## Города-побратимы
- Шили-Мазарен, Франция[3].